# Viksbåten
Viksbåten är ett skeppsvrak från 1000-talet, påträffat i samband med täckdikning 1898 vid Norrsjön på Viks bymarker i Söderby-Karls socken, Uppland. 

## Båtfyndet
Båten upptäcktes 1898 vid utdikning av ut ängsmarkerna i Vik, strax söder om där Erikskulle nu ligger. Vid fyndplatsen har det tidigare gått en farled som förband detta område med Norrtäljeviken och havet. Farleden var farbar ända in på 1820-talet av mindre båtar. En dryg halvmeter av det hårda ekvirket i båtens mitt hann huggas sönder, troligen av ren handkraft, innan båten upptäcktes under dikningen.
Båtdelarna togs tillvara av markägaren, bonden Erik Ersson i Viks by. De införlivades i hans samling av gamla föremål som kom att utgöra stommen i Söderby-Karls Fornminnes- och Hembygdsförenings samlingar på Erikskulle museum. De återupptäcktes 1985 vid föremålsregistrering av marinarkeologen Gunilla Larsson (född 1960) och de över åttio lösa delarna fullskaledokumenterades. Larsson gjorde även en rekonstruktion av båtfyndet, vilken blev en förlaga till den senare som monterades ihop på Sjöhistoriska museet i Stockholm, av Gunilla Larsson och båtbyggarna Axel Lindberg och Urban Rismark.

## Konstruktionen
Båten är 9,6 meter lång och 2,2 meter bred, samt endast 54 centimeter från köl till reling. Största delen av båten har bevarats - köl, stävar, bordläggning, spant, samt relingslister och enstaka bettor och knän. Den är helt byggd av radialspräckt ek. Båten har dendrodaterats till 1000-talets mitt av Alf Bråthen. Den är av samma typ, storlek och utseende som båtgravsbåtarna från Valsgärde i Uppland, men har träskrovet bevarat vilket gör den helt unik. I båtgravarnas båtar återstår nästan inget organiskt material, utan dessa har rekonstruerats utifrån de nitar av järn som hållit samman bordgångarna. Båten har framdrivits av cirka sex par roddare, men spår efter en mastfot visar att hon också seglats. Båten är den minsta typen av krigsskepp, som brukar kallas karv eller skuta i det norröna materialet.

## Viksbåten idag
Idag finns båten utställd på Erikskulle museum och hembygdsgård i Söderby-Karl norr om Norrtälje, som drivs av Söderby-Karls Fornminnes- och Hembygdsförening. Varje år arrangeras Viksbåtens dag, med information om Viksbåten och vikingatida båtbyggeri.

## ReplikenTälja
En replik av Viksbåten byggdes 1996-1997 av Föreningen Viksbåten, som bildades 1994. Marinarkeologen Gunilla Larsson var föreningens första ordförande och i styrelsen ingick också bland andra en representant från Sjöhistoriska museet. Skeppet som döptes till Tälja byggdes enligt tidsenliga metoder på Roslagsmuseets gård och sjösattes 1998.  Föreningen ansvarar för det löpande underhållet samt för programverksamheten och informationen om båten.